# BIPOLAR (キタニタツヤのアルバム)
『BIPOLAR』（バイポーラ―）は、日本のシンガーソングライター・キタニタツヤのアルバム。2022年5月25日にMASTERSIX FOUNDATIONから発売された。

## 概要
キタニタツヤの4作目にして前作『DEMAGOG』から1年9ヶ月ぶりのアルバムである。初回生産限定盤（CD+BD）と通常盤（CD）の2形態で発売された。
フジテレビ・ノイタミナ枠TVアニメ『平穏世代の韋駄天達』OPテーマ「聖者の行進」や、『BLEACH』生誕20周年記念原画展「BLEACH EX.」への提供曲「Rapport」「タナトフォビア」、フジテレビ・木曜劇場『ゴシップ #彼女が知りたい本当の◯◯』主題歌「冷たい渦」「プラネテス」、「アサヒスーパードライ」×「THE FIRST TAKE」コラボレーション企画タイアップソング「ちはる」など全10曲を収録。
初回生産限定盤のBDには、2020年に行われた配信スタジオライブ"煽動"の映像が収録されたほか、2021年にUSEN STUDIO COASTにて開催されたワンマンツアー"聖者の行進"のツアーファイナル公演よりセレクトされた10曲を映像作家・Nasty Men$ahがリミックスした映像作品「Live Remix Movie from One Man Tour "聖者の行進" Final at USEN STUDIO COAST 2021.11.22」が収録された。

## 収録曲
| 全作詞・作曲: キタニタツヤ。 |                    |              |              |                                                   |      |
| #                            | タイトル           | 作詞         | 作曲・編曲   | 編曲                                              | 時間 |
| 1.                           | 「振り子の上で」   | キタニタツヤ | キタニタツヤ | キタニタツヤ                                      | 2:06 |
| 2.                           | 「PINK」           | キタニタツヤ | キタニタツヤ | キタニタツヤ                                      | 2:56 |
| 3.                           | 「冷たい渦」       | キタニタツヤ | キタニタツヤ | Nobuaki Tanaka・キタニタツヤ                      | 3:26 |
| 4.                           | 「タナトフォビア」 | キタニタツヤ | キタニタツヤ | キタニタツヤ（Additional Arrangement：SUNNY BOY） | 3:37 |
| 5.                           | 「聖者の行進」     | キタニタツヤ | キタニタツヤ | キタニタツヤ                                      | 2:57 |
| 6.                           | 「夜警」           | キタニタツヤ | キタニタツヤ | キタニタツヤ                                      | 3:09 |
| 7.                           | 「Rapport」        | キタニタツヤ | キタニタツヤ | キタニタツヤ                                      | 3:39 |
| 8.                           | 「プラネテス」     | キタニタツヤ | キタニタツヤ | Naoki Itai                                        | 4:41 |
| 9.                           | 「ちはる」         | キタニタツヤ | キタニタツヤ | sakuma.                                           | 4:15 |
| 10.                          | 「よろこびのうた」 | キタニタツヤ | キタニタツヤ | キタニタツヤ                                      | 1:59 |
| 合計時間:                    | 合計時間:          | 合計時間:    | 32:45        |                                                   |      |

| #  | タイトル               | 作詞 | 作曲・編曲 |
| -- | ---------------------- | ---- | ---------- |
| 1. | 「ハイドアンドシーク」 |      |            |
| 2. | 「パノプティコン」     |      |            |
| 3. | 「デッドウェイト」     |      |            |
| 4. | 「人間みたいね」       |      |            |
| 5. | 「悪夢」               |      |            |
| 6. | 「デマゴーグ」         |      |            |
| 7. | 「泥中の蓮」           |      |            |

| #   | タイトル                       | 作詞 | 作曲・編曲 |
| --- | ------------------------------ | ---- | ---------- |
| 1.  | 「Cinnamon」                   |      |            |
| 2.  | 「白無垢」                     |      |            |
| 3.  | 「記憶の水槽」                 |      |            |
| 4.  | 「人間みたいね(Acoustic set)」 |      |            |
| 5.  | 「Sad Girl(Acoustic set)」     |      |            |
| 6.  | 「夜がこわれる」               |      |            |
| 7.  | 「I DO NOT LOVE YOU.」         |      |            |
| 8.  | 「Rapport」                    |      |            |
| 9.  | 「君のつづき」                 |      |            |
| 10. | 「聖者の行進」                 |      |            |

## タイアップ
| 楽曲           | タイアップ                                                                      |
| -------------- | ------------------------------------------------------------------------------- |
| 冷たい渦       | フジテレビ系 木曜劇場『ゴシップ #彼女が知りたい本当の◯◯』主題歌                 |
| タナトフォビア | 『BLEACH』生誕20周年記念原画展「BLEACH EX.」展示イメージソング                  |
| 聖者の行進     | TVアニメ『平穏世代の韋駄天達』OPテーマ                                          |
| Rapport        | 『BLEACH』生誕20周年記念原画展「BLEACH EX.」テーマソング                        |
| Rapport        | TVアニメ『BLEACH 千年血戦篇』第1話スペシャルEDテーマ                            |
| プラネテス     | フジテレビ系 木曜劇場『ゴシップ #彼女が知りたい本当の◯◯』主題歌                 |
| ちはる         | 「アサヒスーパードライ」×「THE FIRST TAKE」コラボレーション企画タイアップソング |

## クレジット
All songs written by キタニタツヤ
| 振り子の上で - Arrangement：キタニタツヤ - Piano：平畑徹也 - Guitar：秋好佑紀 - Drums：Matt - All Other Instruments & Programming：キタニタツヤ - Mix：原朋信(Cafe au Label) - Mastering：酒井秀和(Sony Music Studios Tokyo) PINK - Arrangement：キタニタツヤ - Piano, Rhodes：平畑徹也 - Drums：Matt - All Other Instruments & Programming：キタニタツヤ - Mix：The Anticipation Illicit Tsuboi @ RDS Toritsudai - Mastering：酒井秀和(Sony Music Studios Tokyo) 冷たい渦 - Arrangement：Nobuaki Tanaka, キタニタツヤ - Mix：土岐彩香 - Mastering：酒井秀和(Sony Music Studios Tokyo) タナトフォビア - Arrangement：キタニタツヤ - Additional Arrangement：SUNNY BOY - Mix：The Anticipation Illicit Tsuboi @ RDS Toritsudai - Mastering：John Greenham 聖者の行進 - Arrangement, All Instruments & Programming：キタニタツヤ - Mix：浦本雅史 - Mastering：John Greenham 夜警 - Arrangement：キタニタツヤ - Drums：Matt - All Other Instruments & Programming：キタニタツヤ - Mix：池田洋(hmc studio) - Mastering：酒井秀和(Sony Music Studios Tokyo) | Rapport - Arrangement：キタニタツヤ - Drums：Matt - All Other Instruments & Programming：キタニタツヤ - Mix：照内紀雄 - Mastering：John Greenham プラネテス - Arrangement：Naoki Itai(MUSIC FOR MUSIC) - Piano：モチヅキヤスノリ - Guitar：サトウカツシロ - Bass：櫻井陸来 - Drums：坂本暁良 - Violin：あすな - Chorus：Luna, Moka, Kaora, Tyra (ZILLION) - Programming：Naoki Itai(MUSIC FOR MUSIC) - Mix：MEG - Mastering：Vlado Meller - Sound Produce：Naoki Itai(MUSIC FOR MUSIC) ちはる - Arrangement：sakuma. - Piano：平畑徹也 - Guitar：n-buna - Bass：キタニタツヤ - Drums：Matt - Strings：MIZ - Programming：sakuma. - Mix：土岐彩香 - Mastering：酒井秀和(Sony Music Studios Tokyo) よろこびのうた - Arrangement, All Instruments & Programming：キタニタツヤ - Mix：染野拓(Styrism Inc.) - Mastering：酒井秀和(Sony Music Studios Tokyo) |

## ライブ
2022年5月8日より、全国10都市11公演を巡るツアー「キタニタツヤ One Man Tour "BIPOLAR"」が開催された。6月10日の仙台公演がサポートメンバーの体調不良により7月22日へ開催延期となり、これに伴い6月10日は公演内容が変更され、アコースティック編成でのライブが実施された。また、7月2日の東京公演の模様が7月17日に有料配信された。この配信ではライブ映像のほか、キタニタツヤがYouTubeで不定期に配信している企画「キタニタツヤを解放せよ」の番外編「富士急ハイランドで不安と憂鬱におはよう～俺に幸福は似合わない～」が併せて公開された。

### 日程
| 公演年 | 公演日  | 会場               | 備考 | 出典                       |
| ------ | ------- | ------------------ | --- | -------------------------- |
| 2022年 | 5月8日  | 横浜Bay Hall       | 仙台公演がサポートメンバーの体調不良により7月22日へ開催延期となった。 これに伴い6月10日は公演内容が変更され、アコースティック編成でのライブが実施された。 7月2日の東京公演の模様が7月17日に有料配信された。 | [ 2 ] [ 13 ] [ 14 ] [ 15 ] |
| 2022年 | 5月15日 | 高松festhalle      | 仙台公演がサポートメンバーの体調不良により7月22日へ開催延期となった。 これに伴い6月10日は公演内容が変更され、アコースティック編成でのライブが実施された。 7月2日の東京公演の模様が7月17日に有料配信された。 | [ 2 ] [ 13 ] [ 14 ] [ 15 ] |
| 2022年 | 5月19日 | 新潟LOTS           | 仙台公演がサポートメンバーの体調不良により7月22日へ開催延期となった。 これに伴い6月10日は公演内容が変更され、アコースティック編成でのライブが実施された。 7月2日の東京公演の模様が7月17日に有料配信された。 | [ 2 ] [ 13 ] [ 14 ] [ 15 ] |
| 2022年 | 5月28日 | 札幌cube garden    | 仙台公演がサポートメンバーの体調不良により7月22日へ開催延期となった。 これに伴い6月10日は公演内容が変更され、アコースティック編成でのライブが実施された。 7月2日の東京公演の模様が7月17日に有料配信された。 | [ 2 ] [ 13 ] [ 14 ] [ 15 ] |
| 2022年 | 5月29日 | 札幌cube garden    | 仙台公演がサポートメンバーの体調不良により7月22日へ開催延期となった。 これに伴い6月10日は公演内容が変更され、アコースティック編成でのライブが実施された。 7月2日の東京公演の模様が7月17日に有料配信された。 | [ 2 ] [ 13 ] [ 14 ] [ 15 ] |
| 2022年 | 6月3日  | 福岡DRUM LOGOS     | 仙台公演がサポートメンバーの体調不良により7月22日へ開催延期となった。 これに伴い6月10日は公演内容が変更され、アコースティック編成でのライブが実施された。 7月2日の東京公演の模様が7月17日に有料配信された。 | [ 2 ] [ 13 ] [ 14 ] [ 15 ] |
| 2022年 | 6月4日  | 広島CLUB QUATTRO   | 仙台公演がサポートメンバーの体調不良により7月22日へ開催延期となった。 これに伴い6月10日は公演内容が変更され、アコースティック編成でのライブが実施された。 7月2日の東京公演の模様が7月17日に有料配信された。 | [ 2 ] [ 13 ] [ 14 ] [ 15 ] |
| 2022年 | 6月10日 | 仙台Rensa          | 仙台公演がサポートメンバーの体調不良により7月22日へ開催延期となった。 これに伴い6月10日は公演内容が変更され、アコースティック編成でのライブが実施された。 7月2日の東京公演の模様が7月17日に有料配信された。 | [ 2 ] [ 13 ] [ 14 ] [ 15 ] |
| 2022年 | 6月18日 | なんばHatch        | 仙台公演がサポートメンバーの体調不良により7月22日へ開催延期となった。 これに伴い6月10日は公演内容が変更され、アコースティック編成でのライブが実施された。 7月2日の東京公演の模様が7月17日に有料配信された。 | [ 2 ] [ 13 ] [ 14 ] [ 15 ] |
| 2022年 | 6月25日 | 名古屋DIAMOND HALL | 仙台公演がサポートメンバーの体調不良により7月22日へ開催延期となった。 これに伴い6月10日は公演内容が変更され、アコースティック編成でのライブが実施された。 7月2日の東京公演の模様が7月17日に有料配信された。 | [ 2 ] [ 13 ] [ 14 ] [ 15 ] |
| 2022年 | 7月2日  | Zepp Haneda        | 仙台公演がサポートメンバーの体調不良により7月22日へ開催延期となった。 これに伴い6月10日は公演内容が変更され、アコースティック編成でのライブが実施された。 7月2日の東京公演の模様が7月17日に有料配信された。 | [ 2 ] [ 13 ] [ 14 ] [ 15 ] |
| 2022年 | 7月22日 | 仙台Rensa          | 仙台公演がサポートメンバーの体調不良により7月22日へ開催延期となった。 これに伴い6月10日は公演内容が変更され、アコースティック編成でのライブが実施された。 7月2日の東京公演の模様が7月17日に有料配信された。 | [ 2 ] [ 13 ] [ 14 ] [ 15 ] |

### セットリスト
ツアーファイナルの東京公演より。
- 本編

1. 振り子の上で
2. PINK
3. 聖者の行進
4. ハイドアンドシーク
5. Cinnamon
6. 白無垢
7. Sad Girl
8. 人間みたいね
9. クラブ・アンリアリティ
10. Ghost!?
11. 逃走劇
12. トリガーハッピー
13. Rapport
14. タナトフォビア
15. 冷たい渦
16. プラネテス
17. ちはる

- アンコール

1. 悪魔の踊り方

### ライブメンバー
- Vocal：キタニタツヤ
- Keyboards：平畑徹也
- Guitar：秋好佑紀
- Bass：齋藤祥秀
- Drums：Matt（横浜公演～広島公演）、佐藤丞（大阪公演～仙台振替公演）